# Avenue Mathurin-Moreau
L'avenue Mathurin-Moreau est une voie située dans le quartier du Combat du 19e arrondissement de Paris, en France.

## Situation et accès
L'avenue Mathurin-Moreau est une voie publique située sous la butte Bergeyre. Elle débute au 4, place du Colonel-Fabien et se termine au 29, rue Manin.

## Origine du nom
Elle porte le nom du sculpteur Mathurin Moreau, ancien maire du 19e arrondissement.

## Historique

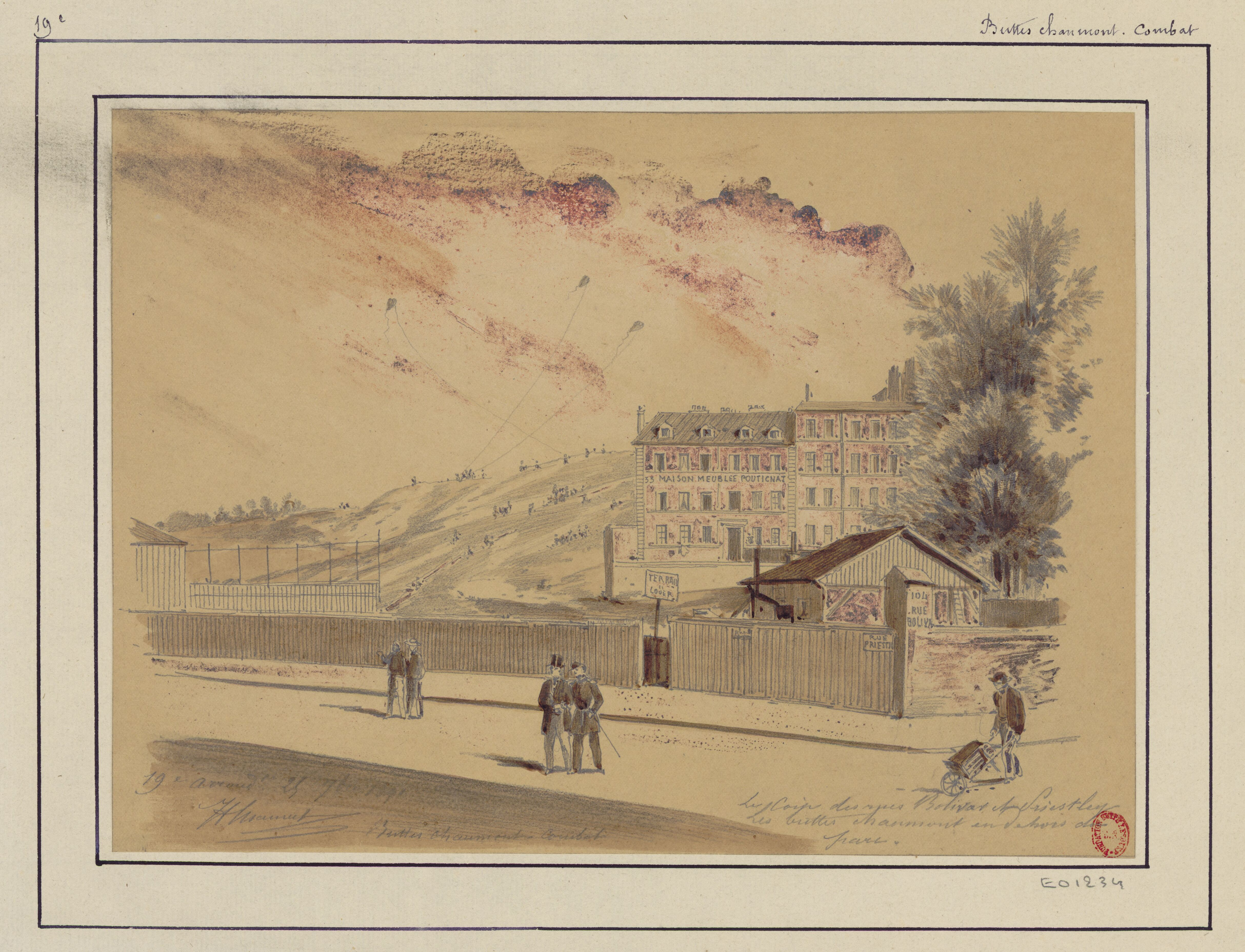
Le coin des rues Priestley
et Bolivar en 1891 (dessin de Jules-Adolphe Chauvet).

Cette voie est ouverte vers 1883 entre l'avenue Simon-Bolivar et la rue Manin sous le nom de « rue Priestley » et classée dans la voirie parisienne par un décret du 10 février 1888.
Par décret du 20 septembre 1906, elle est prolongée entre la place du Colonel-Fabien et l'avenue Simon-Bolivar et prend sa dénomination actuelle par un arrêté du 16 juillet 1912, approuvé par décret du 26 août 1912.

## Bâtiments remarquables et lieux de mémoire
- No 8 : Maison des syndicats où se tient en 1931 l'exposition anticolonialiste organisée en riposte à l'Exposition coloniale[2].
- No 20 : ensemble d'HBM conçu par l'architecte Charles Heubès et construit entre 1924 et 1930.
- No 57 : le peintre Clovis Trouille y a vécu une quarantaine d'années à partir de 1927.
- À l'angle avec la rue Manin : fondation ophtalmologique Adolphe-de-Rothschild.

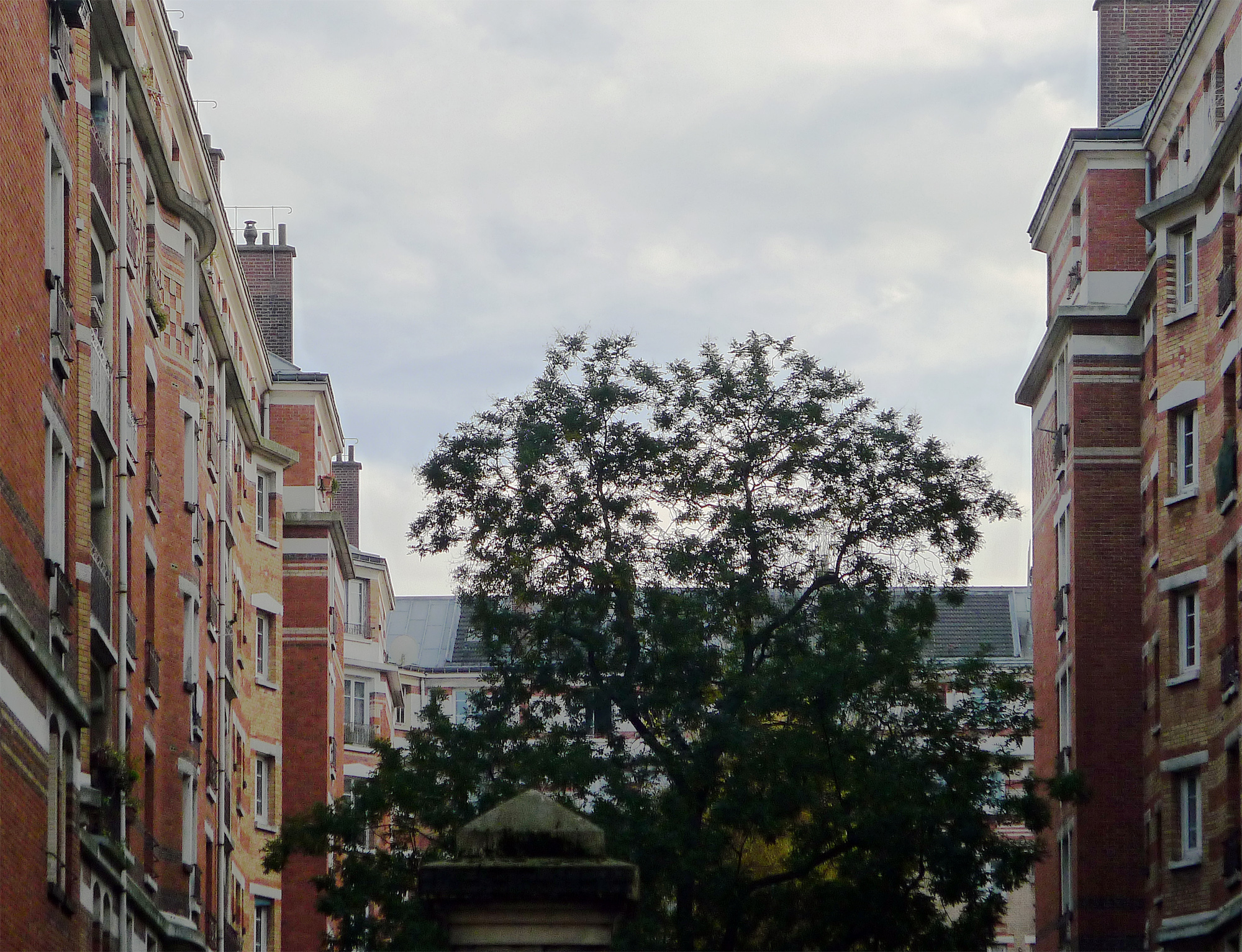
Ensemble d'HBM du no 12 bis au no 22.
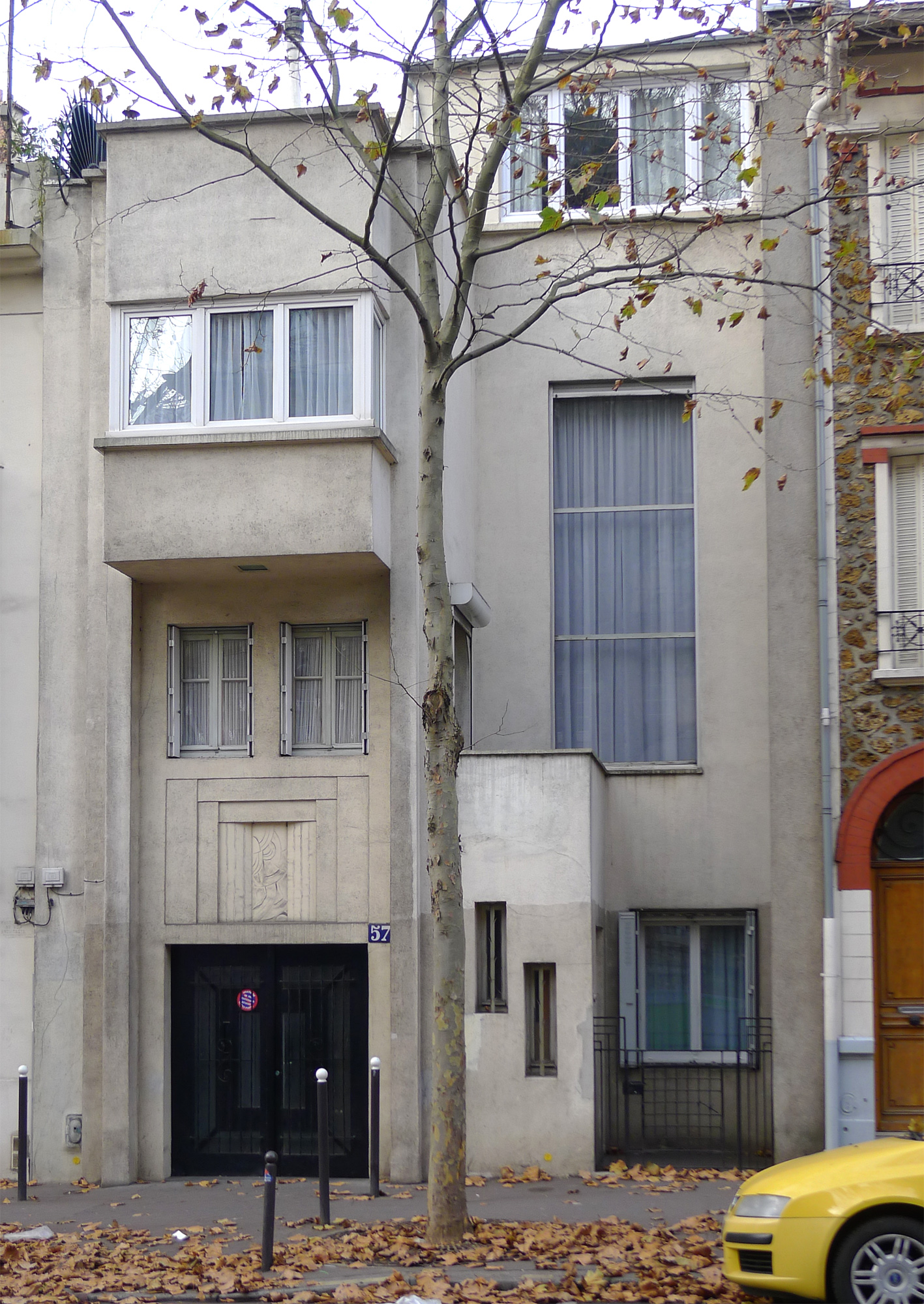
No 57.
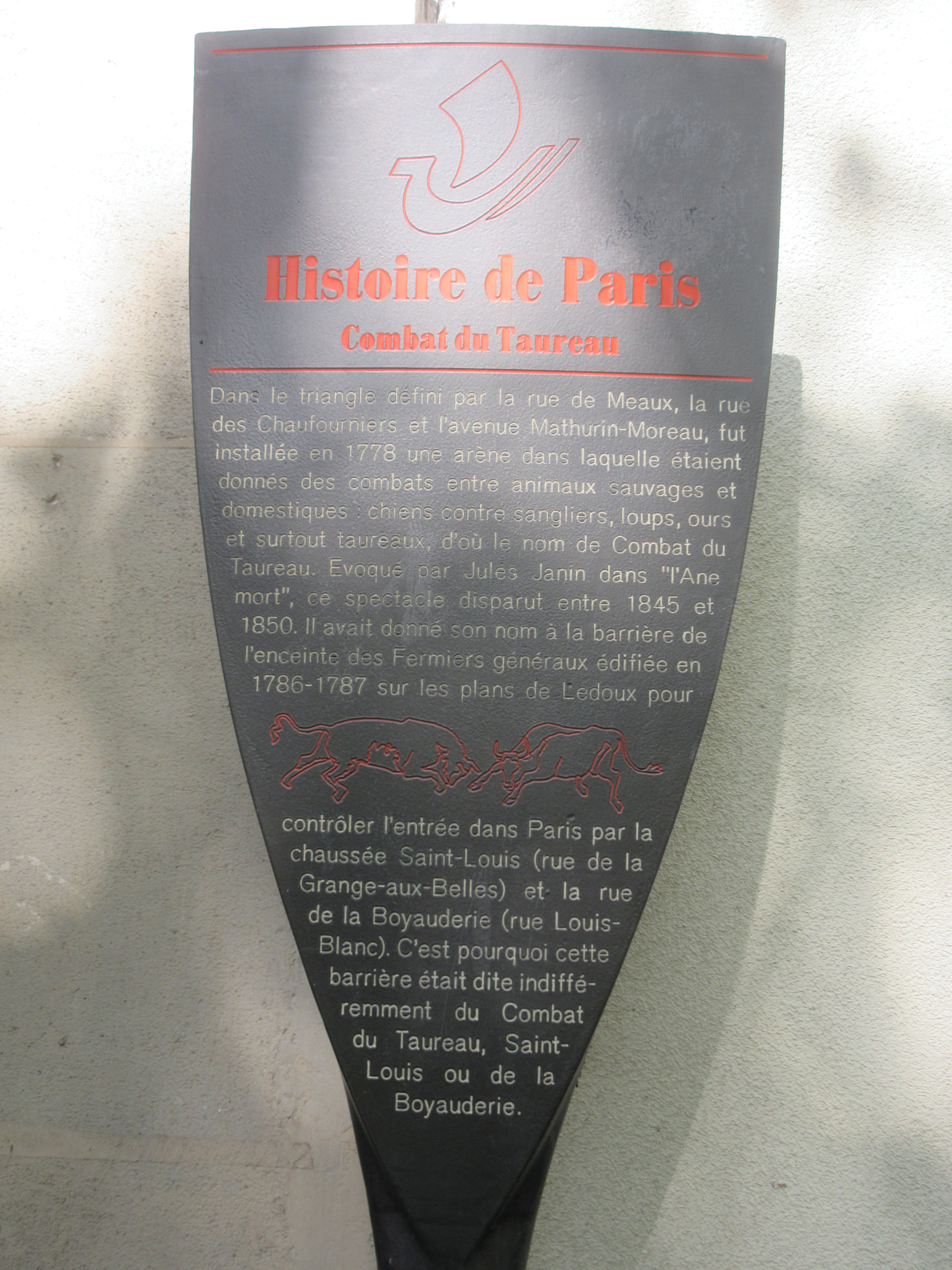
Panneau Histoire de Paris « Combat du Taureau ».